# 土门墩站
土门墩站是一个中华人民共和国甘肃省兰州市七里河区敦煌路街道与土门墩街道交界西津西路与兰石西街交叉口西侧地下，属于兰州轨道交通1号线的地铁车站，于2019年6月23日开通。

## 车站结构
土门墩站沿西津西路设置，为地下两层双柱三跨岛式站台车站，车站长524米，标准段宽21米，车站地下一层为站厅层，地下二层为站台层。车站西侧设置两条存车线。
| 地面              | 出入口 | A、C出入口 |
| 地下一层          | 站厅   | 客服中心、自动售票机、验票机                                                                                  |
| 地下二层          | 站台层 | \| \| \| █ 1号线往陈官营（马滩） \| \| 島式 · 開左邊车门 \| \| \| \| \| \| █ 1号线往东岗（兰州西站北广场） \| |
|                   |        | █ 1号线往陈官营（马滩）                                                                                       |
| 島式 · 開左邊车门 |        | |
|                   |        | █ 1号线往东岗（兰州西站北广场）                                                                               |

## 车站出口
土门墩站共设2个出口，各出口及周围设施如下所示：
| 编号                | 建议前往的目的地 | 照片 | 无障碍设施 |
| ------------------- | ---------------- | ---- | ---------- |
| A · 出口            | 西津西路北侧     |      | 不適用     |
| C · 出口 · （设有） | 西津西路南侧     |      |            |
| 图例： 设有         |                  |      |            |

## 接驳交通

### 公交车
- 土门墩：50路、77路、88路、127路、136路、137路、158路、Q77路、K102路

## 车站历史
- 2014年3月28日，车站开工。
- 2015年9月18日，车站主体结构封底[4]。
- 2015年10月9日，车站主体结构封顶[2]。
- 2019年6月23日，车站随1号线一期工程通车开通[1]。